# Caesarius von Milendonk
Der Mönch Caesarius von Milendonk (Caesarius de Milendonk) stammt aus der Burg Milendonk bei Neuss. Von 1212 bis 1215 war er Abt der großen Benediktinerabtei Prüm (Bistum Trier). Später hatte er die Abtwürde niedergelegt und war einfacher Mönch im Zisterzienserkloster zu Heisterbach (Erzbistum Köln) geworden, zu der Zeit, als Caesarius von Heisterbach dort Prior war. Er ist Verfasser eines Registrum Prumiense aus dem Jahr 1222, einer mit eigenhändigen Ergänzungen und Kommentaren versehenen Abschrift des Prümer Urbars. 